# 安夷郡
安夷郡，南北朝时设置的郡，位於今陝西省境內。
安夷郡設置年代不明。文獻上第一次的紀錄為北魏孝明帝正光三年（522年）分涇州、岐州新設東秦州於汧城（漢汧縣），下轄隴東郡、安夷郡、汧陽郡。隋朝開皇三年（583年），撤廢安夷郡。